# Kristin Topham
Kristin Louise Topham (Edmonton, 4 de mayo de 1973) es una deportista canadiense que compitió en natación.
Ganó una medalla de plata en el Campeonato Pan-Pacífico de Natación de 1989, en la prueba de 4 × 100 m libre.
Participó en dos Juegos Olímpicos de Verano, ocupando el sexto lugar en Seúl 1988 (4 × 100 m libre) y el sexto en Barcelona 1992 (4 × 100 m estilos).

## Palmarés internacional
| Campeonato Pan-Pacífico | Campeonato Pan-Pacífico | Campeonato Pan-Pacífico | Campeonato Pan-Pacífico |
| Año                     | Lugar                   | Medalla                 | Prueba                  |
| ----------------------- | ----------------------- | ----------------------- | ----------------------- |
| 1989                    | Tokio (Japón)           | Medalla de plata        | 4 × 100 m libre         |